# Josep Vidal i Llecha
Josep Vidal i Llecha, també conegut com a Josep Vidal Lecha, (Reus, 1907 - Nova York, 1983), fou un jurista i escriptor català.

## Biografia

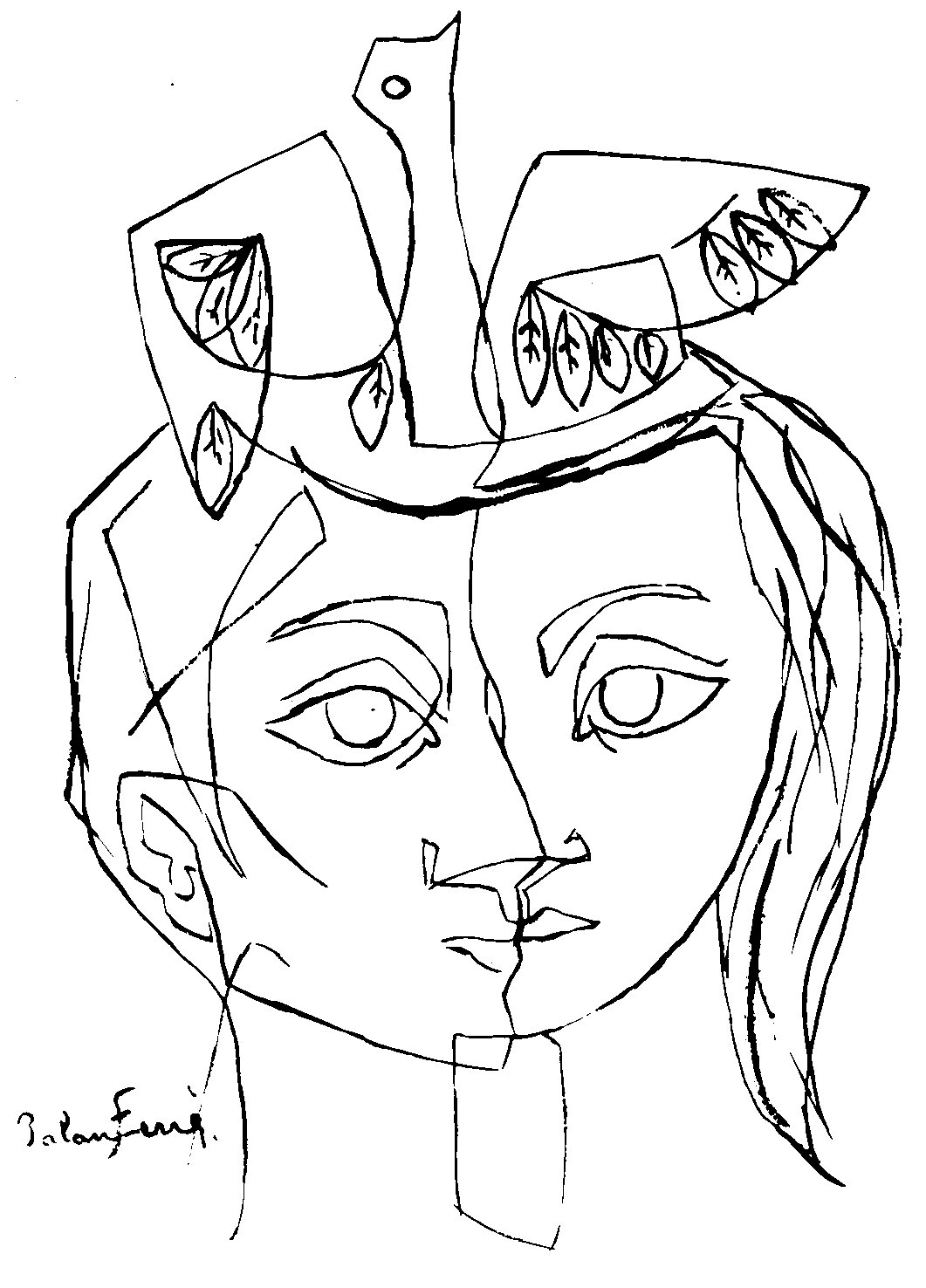
Logotip del Memorial per la Pau, obra del pintor Maties Palau Ferré

Va estudiar batxillerat a Reus i més tard anà a la Universitat de Barcelona on es va llicenciar en dret el 1929. Després, es va doctorar a Madrid en dret internacional amb Fernando de los Ríos. El 1934 va guanyar unes oposicions com a lletrat de la Comissaria General d'Ordre Públic. Amb els fets d'octubre va ser depurat i el 1936 s'incorporà al seu lloc. El 1937 formà part del comitè d'inspecció de tribunals, organitzat per Nin i va ser titular d'un jutjat d'instrucció de Barcelona. El 1939 va ser un dels darrers magistrats que abandonà Barcelona, i es va exiliar a França, amb Josep Andreu i Abelló, de qui era amic, i després a Mèxic on va treballar com a agent d'assegurances, passant al cap d'un temps als Estats Units, on va estudiar a Pennsilvània, i va entrar al Michigan College com a professor de castellà i d'anglès. Allà es casà, el 1947. El 1956 va tornar a Europa, a París, per estudiar a la Sorbona, i va obtenir diploma superior de Cultura Contemporània Francesa.Va ser un actiu defensor dels drets humans. El matrimoni Vidal viatjà molt i col·laborà amb institucions de tot el món relacionades amb la pau i la no violència.
Va escriure diverses novel·les i assajos en català i en castellà. La ciutat de Reus li va dedicar un carrer el dia 2 d'octubre de 2012.
L'Associació Vidal i Llecha concedeix cada any i des del 1985 el Memorial per la Pau, que consta d'una dotació econòmica i una litografia del pintor Maties Palau Ferré, a les persones o grups que presentin iniciatives a favor de la pau i el desarmament. L' any 2016 el Memorial per la Pau passà a anomenar-se Memorial per la Pau Josep i Liesel Vidal tal com s'havia acordat el 24 d'octubre d'aquell mateix any entre l'Associació Josep Vidal i Llecha i el Centre de Lectura alhora que també s'acordà nomenar Josep Vidal i Llecha com a fill il·lustre de la ciutat de Reus.

## Memorial per la Pau Josep i Liesel Vidal
Llista dels Memorials per la Pau concedits:
| « | Professor a l'Escola d'Estudis Empresarials de Barcelona, ha treballat activament per la pau, amb dedicació es pecial al desarmament i l'ajuda al Tercer Món, des d'institucions com Pax Christi, Justícia i Pau, Institut Victor Seix de Polemologia, Fundació per la Pau, Universitat Internacional (Sant Cugat del Vallès), CIDOB i el Casal d'Europa de Sabadell. | » |
| — | |   |

| « | Lluitador no violent per la pau i per Catalunya, ha participat de forma molt activa en moviments i institucions com l'Assemblea de Catalunya, Pax Christi, la Marxa de la Llibertat, el Casal de la Pau de Barcelona, el CIEMEN, el CANVI i la Crida a la Solidaritat, tot palesant la seva preocupació per la cooperació (Ajuda a Etiòpia), l'ecologia i l'estudi de la no-violència. | » |
| — | |   |

| « | Membre de la Companyia de Jesús, ha sentit sempre una profunda inquietud social que l'ha portat a una acció compromesa a favor dels Drets Humans i de la promoció dels barris obrers de Tarragona (Justícia i Pau, Escola d'Assistents Socials, Escola de Quadres Intermedis, Associacions de Veïns…). Treballa també activament a favor del Tercer Món, des del Comitè Óscar Romero i el Comitè de Solidaritat amb Nicaragua. | » |
| — | |   |

| « | Des de fa molts anys treballa seriosament i rigorosa en l'estudi de la pau i els conflictes. Ha publicat diversos llibres i, periòdicament, un butlletí bibliogràfic sobre la pau (des del CIDOB). Mena una intensa campanya de col·laboració en els mitjans de comunicació social i de participació en seminaris i debats sobre temes com el poder militar, l'energia nuclear, el desarmament i el comerç d'armes. | » |
| — | |   |

| « | Col·lectiu internacional creat l'any 1981 i que s'inspira en les idees de Gandhi. La seva acció es caracteritza per la no-violència, el diàleg i el compromís arriscat en la resolució de conflictes, especialment a l'Amèrica llatina. Les Brigades Internacionals afavoreixen la negociació i ofereixen protecció a les persones amenaçades per la violència. Actuen com a testimonis de la realitat i informen sobre l'acció no violenta, a més d'estudiar projectes d'ajuda humanitària. | » |
| — | |   |

| « | Aquesta parella ha treballat (com a autèntics pioners en aquest camp), a la comarca del Priorat, en un projecte agrícola respectuós amb la natura i els seus propis processos, dins del marc de la Coordinadora d'Agricultura Ecològica (CAE), tot fent una opció global de vida a favor de la pau, especialment en l'aspecte de relació harmoniosa de l'home amb la natura. | » |
| — | |   |

| « | Des de fa molts anys ha fet opció per les comunitats més pobres de l'Índia, treballant per a la seva promoció i alliberament: construcció de milers de pous d'aigua, escolarització, alfabetització d'adults, assistència sanitària, cursets d'agricultura i cooperatives i sistemes de crèdit. El foment dels propis recursos humans, culturals i naturals i la defensa dels intocables li ha provocat forts conflictes amb institucions polítiques i religioses. | » |
| — | |   |

| « | «Coordinadora de Vídues de Guatemala». Agrupa dones indígenes que volen demanar responsabilitats per l'assassinat dels seus marits i familiars, i, sobre tot, l'aparició amb vida dels desapareguts. La Coordinadora defensa els indígenes i impulsa un diàleg nacional per a posar fi a la guerra civil, promou la participació de la dona en els projectes de reactivació popular, de redreçament de la identitat indígena i de defensa dels drets humans. Rosalina Tuyuc en va ser fundadora i n'és una de les dirigents. Coral «Primavera per la Pau». Neix a Mataró l'any 1983 per a manifestar la seva solidaritat universal i especialment amb els pobles indígenes americans, mitjançant les seves veus. La Cantata Sta. Maria d'Iquique o la Cantata de la Terra sense Mals (amb text de Pere Casaldàliga) han estat ofertes, entre d'altres, amb especial interés per la música popular, en diferents concerts sota la direcció de Genís Mayola, mostrant com la música pot ser també una eina de pau. | » |
| — | |   |

| « | Realitza una tasca important de denúncia de les violacions de drets humans comeses amb ocasió de la guerra a l'antiga Iugoslàvia, i d'ajuda a totes les dones que en són víctimes, oferint un testimoni, amb paraules i amb fets, de que són possibles la igualtat, la convivència i la solidaritat per sobre de qualsevol diferència d'ètnia o nacionalitat. | » |
| — | |   |

| « | Per la seva dedicació als immigrants, defensant els seus drets en terrenys com l'ensenyament, el treball i l'habitatge, i afavorint la seva incorporació al país, tot impulsant el diàleg entre les diverses cultures. | » |
| — | |   |

| « | Per l'exemple que donen sacrificant la seva llibertat per impulsar una societat més justa, desarmada i pacífica, amb el respecte de la vida com a norma fonamental. | » |
| — | |   |

| « | Perquè, superant la seva incapacitat física, ha donat exemple alhora d'una notable vocació intel·lectual i d'un compromís solidari actiu amb els oprimits i els marginats. El memorial no ha estat acceptat per Marie Laffranque. El seu import s'ha dedicat a dos projectes: “Las Ollas de Nicaragua” i el “Castell per la Pau” (reconversió del Castell de San Ferran de Figueres). | » |
| — | |   |

| « | Com a representant dels treballadors anònims que han lluitat pacíficament per a la reconciliació nacional i la dignificació del món del treball. | » |
| — | |   |

| « | Per la seva tasca a favor de la incorporació, destacada, del valor de la pau al món de l'ensenyament. | » |
| — | |   |

| « | Per la seva trajectòria personal a favor de la pau, a través de l'objecció de consciència, la vida contemplativa, l'acció no violenta i la denúncia de genocidis com el dels Grans Llacs africans. | » |
| — | |   |

| « | Recollit per Jon Cortina. Per la seva tasca de recerca d'uns infants víctimes de la guerra i de la negació dels seus drets fonamentals. | » |
| — | |   |

| « | Recollit per Victor Aierdi, coordinador general. Moviment social que vol contribuir al procés de pau a Euskadi Herria transformant el conflicte a partir del diàleg, la no violència i l'acord de tota la societat. | » |
| — | |   |

| « | Isabel Correig i Blanchar. Per la seva implicació personal en projectes de recuperació i promoció humana dels sectors més marginats a un país, el Congo, castigat i empobrit per l'explotació i les guerres. Joan Llort i Badies. Motor d'un moviment cooperatiu a una comarca deprimida del nostre país, a la què ha dotat de treball estable, economia solvent i revalorització de tota la zona. | » |
| — | |   |

| « | Per l'aposta de crear unes forces de pau capaces d'intervenir a gran escala en la resolució pacífica i noviolenta dels conflictes, que puguin esdevenir una alternativa a les intervencions de les forces armades. | » |
| — | |   |

| « | Pel seu treball d'acompanyament social i jurídic de presos i ex presos, i d'altres persones sense recursos. | » |
| — | |   |

| « | Moviment de Solidaritat Internacional. Per la seva contribució a la transformació creativa i noviolenta del conflicte israeliano-palestí. Coalició de Dones per la Pau. Per la seva contribució a la transformació creativa i noviolenta del conflicte israeliano-palestí. | » |
| — | |   |

| « | Per haver fet de la seva vida un servei personal als altres, amb creació d'espais de diàleg i de reconciliació i amb el suport professional, econòmic i de presència als projectes de la comunitat maia de Valle Esmeralda, al Petén, Guatemala. | » |
| — | |   |

| « | Per la seva coratjosa tasca a favor de la pau, promovent en la societat civil d'Irak els valors de la democràcia, respecte i diàleg entre tots els diferents sectors, no violència activa per a la solució dels conflictes i respecte als drets humans, i sempre amb activa participació de les dones. | » |
| — | |   |

| « | Moviment feminista, pacifista i antimilitarista, teixidores de pau, pel seu esforç, a favor del diàleg en la resolució del conflicte armat, polític i social a Colòmbia i arreu del món, que considera que no hi ha guerres justes. | » |
| — | |   |

| « | Com a dues formes complementàries d'actuació davant la crisi social i econòmica actual com són l'ajuda als qui en resulten més afectats, i la reflexió i estudi propositius de les seves causes estructurals i dels possibles remeis. | » |
| — | |   |

| « | Per la dignitat a l'hora d'exercir la professió des de la independència, el rigor i el compromís amb la justícia i la veritat. | » |
| — | |   |

| « | Per la seva contribució a la defensa de la Pau basada en la Justícia i la promoció humana a Guatemala. | » |
| — | |   |

| « | Poble de Lakabe. Ocupat fa 32 anys per joves sorgits del moviment d'objectors, com a model d'alternativa social ecològica i noviolenta, amb una manera de viure i conviure col·lectiva i autosuficient. Centre Pastoral d'Acollida al Pres i al Necessitat. Pel seu treball constant a favor dels presos i d'altres col·lectius més marginats. | » |
| — | |   |

| « | Per la seva trajectòria a favor d'un urbanisme que promogui la vida digna de la gent a les ciutats, per la seva denúncia a la corrupció, per la seva aposta per construir una nova política ciutadana. | » |
| — | |   |

| « | Aminatou Haidar i la xarxa de dones i organitzacions sahrauís per la defensa ferma i noviolenta dels drets dels pobles, especialment del dret a l'autodeterminació del poble sahrauí, malgrat les agressions i la manca de llibertats que pateixen. | » |
| — | |   |

| « | Una iniciativa de la societat civil per promoure l'obertura dels ajuntaments a la participació ciutadana. | » |
| — | |   |

| « | Sabino Ormazabal Elola. Pel valor i el coratge de defensar la no-violència durant tants anys pagant un preu molt alt, en un entorn de terrorisme, tortura i repressió. Per obrir camins de solució pacífica al conflicte basc. Asociación Proa (Proactiva Open Arms). Per continuar amb la tasca de salvar vides en un mar Mediterrani on l'absència deliberada dels governs i dels organismes internacionals fa de la Mediterrània la frontera més mortífera del món. | » |
| — | |   |

| « | Arxivers sense Fronteres. Arxivers sense Fronteres (AsF) es va crear l'any 1998 a Barcelona per cooperar solidàriament en l'àmbit dels arxius i el patrimoni documental, com a testimoni de la identitat dels pobles i la garantia dels drets humans. AsF, doncs, coopera amb les institucions i les entitats que tenen el seu patrimoni documental en perill per causes alienes a la seva voluntat, com poden ser els països que han patit alguna catàstrofe natural o que han sofert algun conflicte bèl·lic, o quan els seus ciutadans s'han vist perseguits per la seva ideologia, identitat o cultura. Campanya Banca Armada. La campanya Banca Armada –impulsada per les entitats Delàs Centre d'Estudis per la Pau, SETEM, Col·lectiu RETS, Justícia i Pau i l'Observatori del Deute en la Globalització (ODG) – va néixer l'any 2007 per denunciar les inversions de les entitats financeres en la indústria militar i sensibilitzar i exigir unes polítiques ètiques i responsables socialment, com a prevenció per al futur. La indústria militar és un negoci que alimenta conflictes armats i contribueix directament a la vulneració dels drets humans i a generar patiment i desplaçaments forçats. | » |
| — | |   |

| « | Per la seva actuació exemplar, intel·ligent i pacificadora que el 20 de setembre de 2017, i en dies successius, va evitar una situació que podria haver tingut greus conseqüències per als ciutadans de Catalunya. | » |
| — | |   |

| « | El Sindicat Andalús de Treballadors és un referent des de fa quatre dècades per les seves lluites no-violentes, que l'ha convertit en el sindicat més represaliat d'Europa. Nasrin Sotoudeh és una advocada iraniana defensora dels drets humans, especialment de dones i d'infants, empresonada des de l'any 2010, complint condemnes de fins a 40 anys de privació de llibertat. | » |
| — | |   |

| « | Sempre compromès, per principis, en la lluita per les llibertats civils i polítiques, és un exemple del fet que les llibertats es defensen exercint-les. El seu recorregut vital ha impulsat sempre l'associacionisme i l'activisme social positiu, així com la lluita en favor dels grans objectius de pau, llibertat, autodeterminació i solidaritat entre els pobles. | » |
| — | |   |

| « | El comitè ha pres la decisió després de valorar en la proposta presentada a favor de Jordi Cuixart que ha demostrat que amb la lluita noviolenta, que inclou el diàleg, la no cooperació, la creació d'alternatives, la desobediència civil i, si cal, la presó, podem transformar lleis i situacions injustes i avançar cap una societat més equilibrada. Pel que fa a l'Associació Reus Refugi, per les accions de denúncia a les polítiques de tancar fronteres a persones que desitgen sol·licitar asil o refugi, així com de facilitar l'acolliment de persones sol·licitants de protecció internacional. | » |
| — | |   |

| « | Ex aequo a l'Associació Reus Refugi per dur a terme accions de denúncia a les polítiques de tancar fronteres a persones que desitgen sol·licitar asil o refugi, així com de facilitar l'acolliment de persones sol·licitants de protecció oficial. | » |
| — | |   |

| « | Per ser un projecte democràtic que busca sostenibilitat social, econòmica i ambiental, i l’empoderament dels interessats. | » |

| « | com a dona supervivent de la tragèdia a l’Afganistan, per la seva resiliència, per fer conèixer en català els estralls de la guerra i pel seu compromís en construir ponts per la pau | » |

| « | [per la seva] tasca d’acompanyament de jovent vulnerable, la qual genera millors expectatives de futur en els infants, adolescents i joves migrats gràcies a la mentoria social | » |

| « | [per l']organització de la protecció civil internacional no armada de la vida i la terra de la població palestina a la Cisjordània ocupada, enfront els atacs i agressions dels colons i de l’exèrcit israelians | » |

| Consell | Comitè de Concessió |
| --- | --- |
| Carme Batalla, Pepe Beúnza, Santiago Camós, Mª del Pilar Guijosa, Montserrat Massana, Maria Morillo, Martí Olivella, Lluís Pastrana i Liesel Vidal. | Ajuntament de Reus, Jordi Agràs Estalella, Xavier Filella Fargas, Ricard Foraster Adserà, Josep M. Balañà, Joan Ballester Grau, Observatoris Ciutadans Municipals (Memorial 2015), Joaquim Besora Agrelo, Sabino Ormazabal (Memorial 2016, ex aequo), Asociación Proa (Memorial 2016, ex aequo), Mariona Andreu Domingo, Agustí Llauradó Fortuny i Maria Moldes Suarez. |